# Vinden der blæser
Vinden Der Blæser er det fjerde studiealbum af den danske popsanger Thomas Buttenschøn. Det blev udgivet i 2011 og er et konceptalbum.
Det fik 4/6 stjerner i musikmagasinet GAFFA og det nåede #4 på Tracklisten.

## Spor
1. "Alle Dem Du Kender"
2. "Thomas"
3. "Løb Ibrahim"
4. "Den Med Alle Ordene"
5. "Skelbækgade"
6. "Josephine Baker"
7. "Røvhul"
8. "Du Var Mand Engang"
9. "Valnøddetræet"
10. "Læg Dig Ind"